# Farmakologia kliniczna
Farmakologia kliniczna – dział farmakologii zajmujący się oddziaływaniem leków na organizm człowieka. Jest to dziedzina blisko związana z jedną z dziedzin farmacji jaką jest farmacja kliniczna. W Polsce farmakologia kliniczna jest jedną ze specjalizacji lekarskich trwającą 4 lata, której konsultantem krajowym od 7 czerwca 2019 jest prof. dr hab. n. med. Bogusław Okopień. Jest to jedna z wzajemnie uznawanych specjalizacji w krajach Unii Europejskiej.